# Valores Socialistas Fundamentais
Os Valores Socialistas Fundamentais (chinês tradicional: 社會主義核心價值觀, chinês simplificado: 社会主义核心价值观) são um conjunto de novas interpretações oficiais do socialismo chinês promovido pelo 18º Congresso Nacional do Partido Comunista da China em 2012. Os 12 valores, escritos em com 24 caracteres chineses, são os valores nacionais de "prosperidade", "democracia", "civilidade" e "harmonia"; os valores sociais de "liberdade", "igualdade", "justiça" e "Estado de direito"; e os valores individuais de "patriotismo", "dedicação", "integridade" e "amizade".

## Contexto

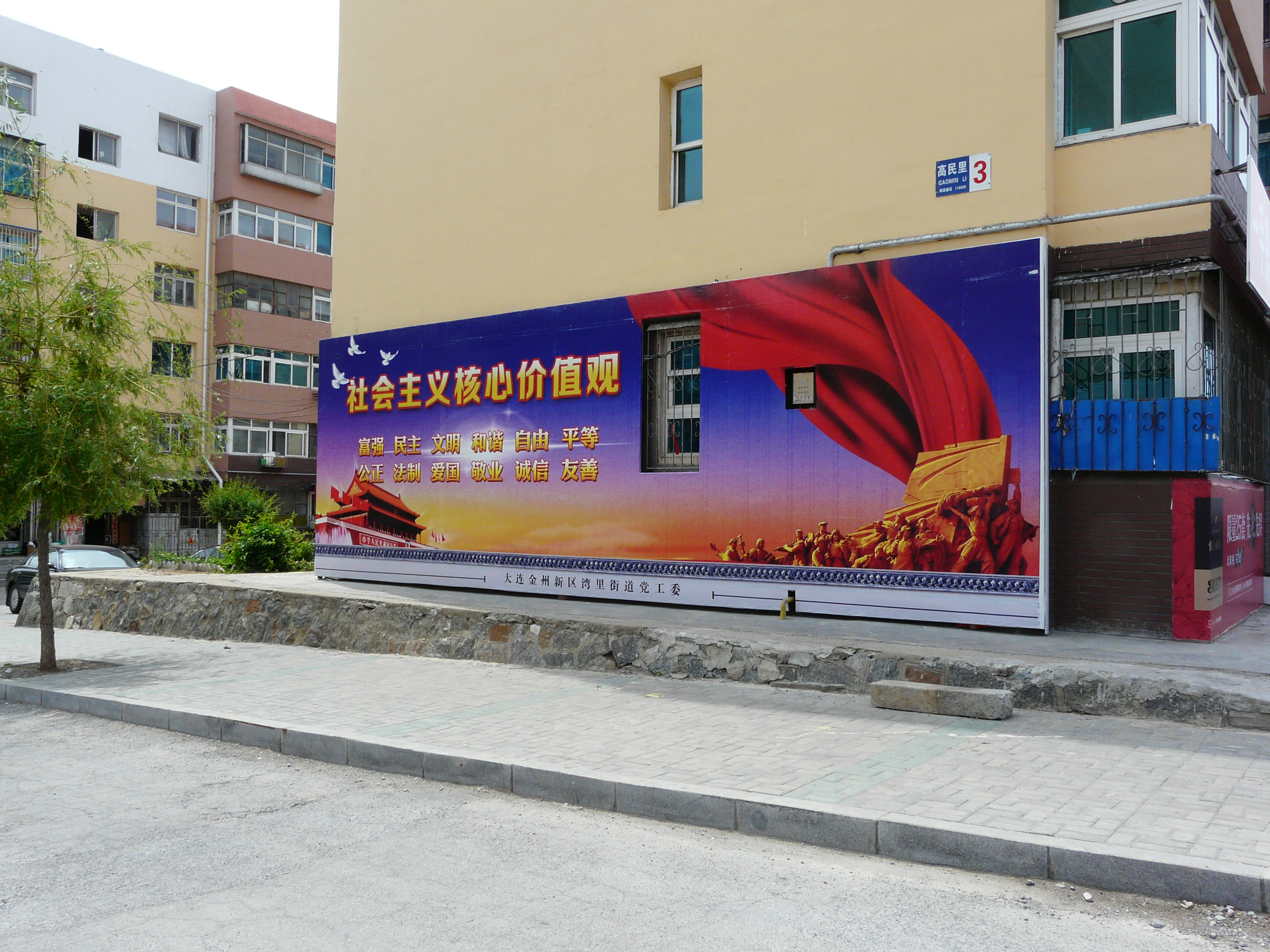
Um pôster em Dalian promovendo os doze Valores Socialistas Fundamentais.

Em 1989, o então Líder supremo Deng Xiaoping declarou em um discurso que considerava a educação o maior fracasso da reforma dos anos 1980, e em particular a educação ideológica e política. O governo tentou realizar campanhas em massa para esse fim, mas estas acabaram não sendo consideradas eficazes. O caso da morte da criança Wang Yue em 2011 pode ser considerado um instigador para o estabelecimento de um novo programa.[carece de fontes?] Em 2012, a construção de um sistema de "Valores Socialistas Fundamentais" foi proposta para lidar com o que foi visto como uma crise moral resultante do rápido desenvolvimento econômico da China, o que o Diário do Povo referiu como os "ideais decadentes e ultrapassados de mammonismo e do individualismo extremo." No 18º Congresso Nacional, o Secretário-Geral Hu Jintao, representando o 17º Comitê Central, apresentou o conteúdo dos novos valores que pretendiam ser consagrados pelo Partido Comunista da China.
No mesmo congresso, Xi Jinping, sucessor de Hu Jintao, afirmou o seguinte: 

Se nossos 1,3 bilhão de cidadãos, 82 milhões de membros do Partido, assim como os chineses no exterior puderem chegar a um consenso, nós constituiremos uma força poderosa [...]  Devemos perceber que as pessoas de diferentes localidades e estratos sociais que possuem diferentes vivências e ocupações pensam diferente. Devemos portanto considerar: onde podemos encontrar consenso? Onde podemos permitir que as diferenças persistam?

## Programa

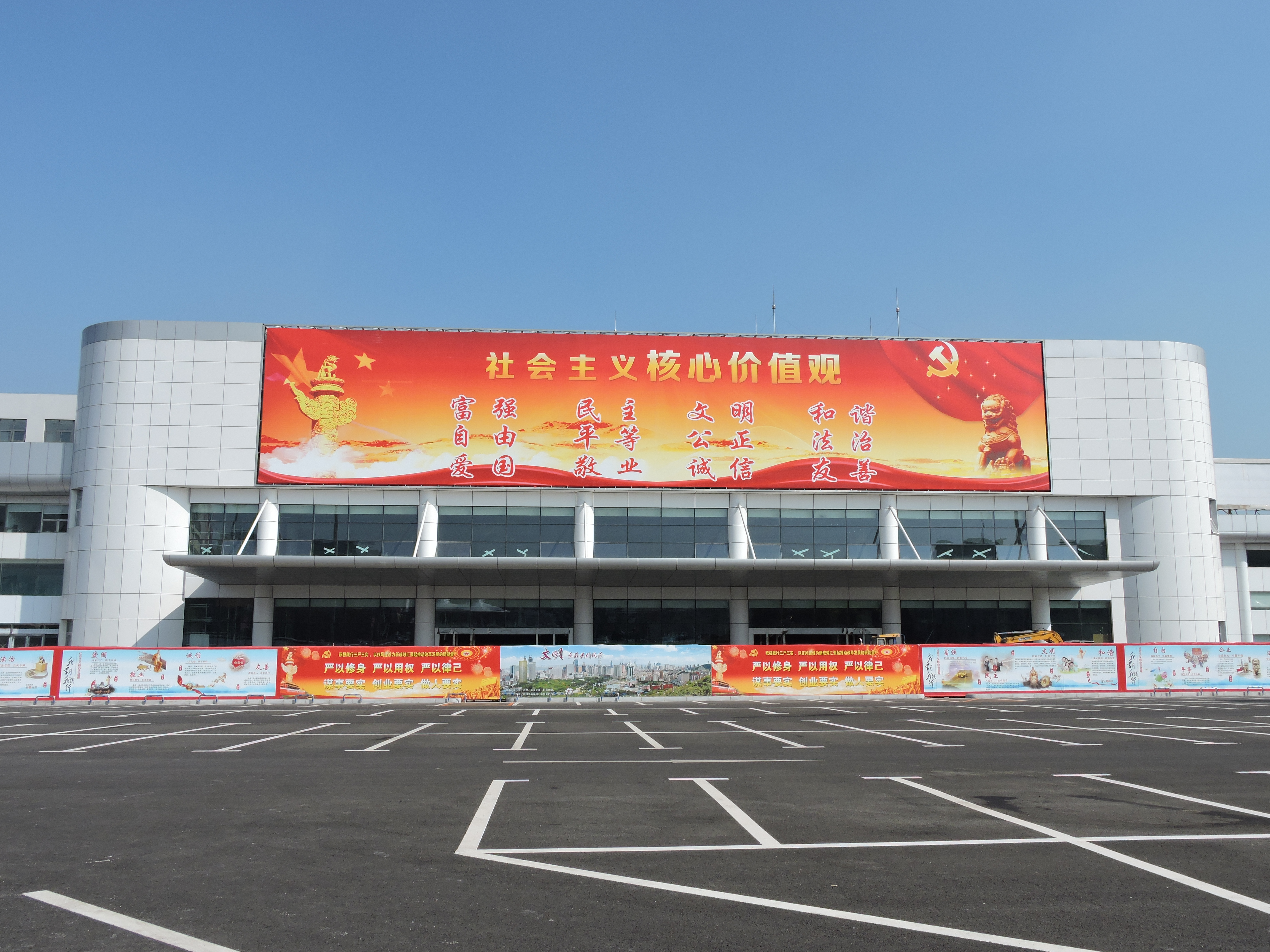
Pôster gigante listando os doze Valores Socialistas Fundamentais do Partido Comunista Chinês (2017).

O programa exigia que os governos locais "organizassem campanhas de educação moral" e que as organizações de mídia "praticassem a autodisciplina". Além disso, artistas foram convidados a promover os valores, enquanto os membros do partido e funcionários do estado deviam colocá-los em prática. Também houve o apelo às escolas para que os incorporassem, tendo o Ministério da Educação emitido um documento em 2014 solicitando que todas as instituições de ensino os promovessem. Xi Jinping expressou em uma reunião de alto nível que as campanhas promocionais dos "Valores Socialistas Fundamentais" devem ser levadas até o fim, até o ponto em que o apoio público ao socialismo com características chinesas fosse "tão onipresente quanto o ar". Outra citação de 2014 elabora ainda mais sua posição: 

Precisamos energicamente adotar e promover os valores socialistas fundamentais; prontamente estabelecer um sistema de valores que reflita completamente as características chinesas, nossa identidade nacional, e as características de nossos tempos; e lutar para ocupar a posição de liderança nessa questão. Valores éticos desempenham um papel muito importante entre os valores fundamentais. Sem a moral, um país não pode prosperar, e seu povo não pode permanecer de pé. Se uma nação ou um indivíduo possuem ou não um forte senso de identidade depende largamente de suas morais. Se nosso povo não pode apoiar os valores morais que foram formados e desenvolvidos em nosso próprio solo, e ao invés disso repete indiscriminadamente e cegamente os valores morais ocidentais, então será necessário questionar genuinamente se nós perderemos nosso ethos independente enquanto um país e um povo. Sem esse ethos independente, nossa independência política, intelectual, cultural e institucional terá o tapete puxado sob seus pés.
Em 2016, oficiais da província de Hunan responderam à campanha organizando uma série de coreografias para "divulgar os valores" e expressar seu apoio ao Partido Comunista.
Para avaliar a eficácia da promoção dos 'Valores Socialistas Fundamentais', uma pesquisa oficial de 2017 realizada pela província de Zhejiang mostrou que 97,1% dos estudantes universitários questionados em 2016 estão familiarizados com o assunto. Quanto ao público em geral, 75,2% reconhecem a importância do assunto, embora apenas 35,7% dos respondentes conheçam os conteúdos que estavam sendo promovidos pelo governo central.
Em junho de 2017, a Administração Estatal de Imprensa, Publicação, Rádio, Cinema e Televisão emitiu vários avisos que pretendiam restringir ainda mais a liberdade de imprensa. Um dos avisos, com uma inclinação patriótica, exigia que as emissoras promovessem os valores centrais em seus programas e "se opusessem veementemente" a conteúdos que celebram "adoração ao dinheiro, hedonismo, individualismo radical e pensamento feudal".

### Política religiosa
Em 2017, Wang Zuo'an, diretor da Administração Estatal para Assuntos Religiosos, fez uma declaração afirmando que "Os membros do Partido não deveriam ter crenças religiosas, o que é uma linha vermelha para todos os membros [...] Os membros do Partido devem ser firmes ateus marxistas, obedecer às regras do Partido e manter a fé no Partido [...] eles não têm permissão para buscar valor e crença na religião." Wang foi corroborado por Zhu Weiqun, presidente do Comitê Étnico e Religioso, que afirmou: "É importante que Wang lembre constantemente aos membros do Partido que eles não devem ter crenças religiosas. Algumas pessoas que afirmam ser acadêmicos apoiam as crenças religiosas no interior do Partido, o que minou os valores do Partido baseados no materialismo dialético." 
Afirmando que "algumas (extremistas) forças estrangeiras  usaram a religião para se infiltrar na China" e observando que algumas religiões, incluindo o Cristianismo e o Islã, deliberadamente espalharam suas visões políticas na China, Wang considerou "guiar as religiões para se adequar ao desenvolvimento da política central da China para resolver os problemas religiosos do país." Também apoiou a necessidade da sinização da religião: “As religiões devem ser sinificadas [...] Devemos orientar grupos religiosos e indivíduos com valores socialistas fundamentais e excelente cultura tradicional chinesa e apoiar grupos religiosos a mergulhar em suas doutrinas para encontrar partes que sejam benéficas para a harmonia e o desenvolvimento social."

## Recepção
O intelectual chinês Shiyuan Hao considera o programa de "grande importância" para um "país multinacional como a China" e para a criação de uma "cultura harmoniosa" e um "terreno fértil para a criatividade" da diversidade cultural.
Michael Gow considera que, compelido a alinhar seus interesses com os "interesses mais amplos do povo chinês e de diferentes grupos", o programa de Valores Socialistas Fundamentais pode ser mais bem analisado como uma mudança do foco na economia para o poder cultural; ou, se se quisesse extrapolar, uma tentativa de cimentar a legitimidade por meio da criação de uma nova ordem cultural, cujo consentimento poderia ser considerado "essencial para a estabilidade social de longo prazo".
Liu Ruisheng, um pesquisador da Escola de Jornalismo da Academia Chinesa de Ciências Sociais, critica as tentativas do governo de forma mais geral por não terem a mesma profundidade de promoção de valores do Ocidente, que está "oculta" nas ciências sociais, educação, religião e entretenimento, enquanto o Partido Comunista a China propaga sua ideologia de forma ad-hoc, ou seja, de forma literal.
O diretor acadêmico Frank N. Pieke refere-se aos valores como sendo confucionistas e sem qualquer conteúdo especificamente socialista, mas, assim como Michael Gow aponta, a maioria dos chineses compartilha uma "compreensão amplamente aceita e de bom senso dos valores confucionistas".

## Lista de Valores
Os doze Valores Socialistas Fundamentai são: 
| Valores Nacionais                                         | Valores Socias                                               | Valores Indivíduais                                       |
| --------------------------------------------------------- | ------------------------------------------------------------ | --------------------------------------------------------- |
| Prosperidade (chinês simplificado: 富强, pinyin: fùqiáng) | Liberdade (chinês simplificado: 自由, pinyin: zìyóu)         | Patriotismo (chinês simplificado: 爱国, pinyin: àiguó)    |
| Democracia (chinês simplificado: 民主, pinyin: mínzhǔ)    | Igualdade (chinês simplificado: 平等, pinyin: píngděng)      | Dedicação (chinês simplificado: 敬业, pinyin: jìngyè)     |
| Civilidade (chinês simplificado: 文明, pinyin: wénmíng)   | Justiça (chinês simplificado: 公正, pinyin: gōngzhèng)       | Integridade (chinês simplificado: 诚信, pinyin: chéngxìn) |
| Harmonia (chinês simplificado: 和谐, pinyin: héxié)       | Estado de direito (chinês simplificado: 法治, pinyin: fǎzhì) | Amizade (chinês simplificado: 友善, pinyin: yǒushàn)      |